# Onthophagus shimba
Onthophagus shimba es una especie de insecto del género Onthophagus, familia Scarabaeidae, orden Coleoptera.

Fue descrita científicamente por Cambefort en 1980.